# ليونارد غيلبرت
ليونارد غيلبرت (23 يناير 1908 في المملكة المتحدة - 25 يونيو 1974) (بالإنجليزية: Leonard Gilbert)‏ هو لاعب كريكت بريطاني.

## وصلات خارجية
- ليونارد غيلبرت على موقع إي آس بي آن كريك إنفو (الإنجليزية)